# 龍泉寺 (文京区)
龍泉寺（りゅうせんじ）は、東京都文京区にある天台宗の寺院。

## 歴史
1622年（元和8年）、尊祐によって開山された。秋元小兵衛の武家屋敷内に創建されたのが起源である。その後、於大の方の追善供養として土地が与えられ、1675年（延宝3年）に輪王寺宮より、山号「梅栄山」、寺号「龍泉寺」が与えられた。
1945年（昭和20年）の空襲で、本尊をはじめとする仏像や過去帳は守り抜いたが、建物は全焼してしまった。戦後、徐々に再建していった。
かつては、秋元家に伝わる「菅原道真公自画像」を神体とする「天満宮社」があり、年3回の祭礼の日には湯立神楽が奉納された。現在、この神体は簸川神社に所蔵されているという。

## 寺宝等
- 阿弥陀如来像（本尊）
- 観音菩薩立像
- 勢至菩薩立像
- 地蔵菩薩立像

## 墓所
- 高山盈（日赤初代看護婦監督）
- 木暮実千代（女優）

## 交通アクセス
- 千石駅A2出口より徒歩7分（経路案内）。
- 白山駅A1出口より徒歩10分（経路案内）。